# Amt Straußberg
Das Amt Straußberg war ein Gerichts- und Verwaltungsbezirk in der Schwarzburg-Rudolstädter Unterherrschaft mit Sitz in Straußberg. Der Name leitet sich von Burg Straußberg ab.

## Umfang
Das Amt Straußberg umfasste die Orte:
- Immenrode
- Straußberg
- Wolkramshausen (1816 an Preußen, Kreis Nordhausen)

## Geschichte
Das Amt Straußberg wurde 1356 von Schwarzburg-Blankenburg von den Grafen von Honstein erworben. 1574 fiel es an Schwarzburg-Frankenhausen und 1599 an Schwarzburg-Rudolstadt. Es war seit 1421 ein Lehen von Kurmainz. 1802 ging die Lehensherrschaft auf Preußen über und wurde 1819 abgelöst.
Das Amt Straußberg war zunächst Gericht erster Instanz und gleichzeitig untere Verwaltungsbehörde. Eine Trennung der Rechtsprechung von der Verwaltung war nicht gegeben.
Die Märzrevolution führte auch in Schwarzburg-Rudolstadt zur Forderung nach Abschaffung der Patrimonialgerichte und zur Trennung von Rechtsprechung und Verwaltung.
Am 1. Juli 1850 traten die Organisationsgesetze in Kraft, die das Gerichtswesen grundsätzlich änderte. Rechtsgrundlage war das Gesetz wegen künftiger Einrichtung der Rechtspflege vom 1. Mai 1850 und das Gesetz über die Zuständigkeit der Gerichte und über den Instanzenzug in bürgerlichen Rechtsstreitigkeiten. Damit waren die Patrimonialgerichte abgeschafft und Verwaltung und Rechtsprechung getrennt worden. Die Verwaltungsaufgaben gingen an das neu geschaffene Landratsamt Frankenhausen, die Gerichtsfunktion auf die Justizamtskommission Schlotheim über.